# فینچمپستد
فینچمپستد (به انگلیسی: Finchampstead) یک روستا و محله مدنی در بریتانیا است که در ووکینگهام واقع شده‌است. فینچمپستد ۶۶۸ نفر جمعیت دارد.